# Porcellidium tenuicauda
Porcellidium tenuicauda is een eenoogkreeftjessoort uit de familie van de Porcellidiidae. De wetenschappelijke naam van de soort is voor het eerst geldig gepubliceerd in 1860 door Claus.